# Robertino
Robertino, pseudonimo di Roberto Loreti (Roma, 22 ottobre 1946), è un cantante italiano.

## Biografia

### Gli inizi
Quinto di otto figli, dopo la scuola elementare è costretto dalla situazione familiare a cercarsi un lavoro e comincia a fare il garzone in una pasticceria (il bar Pompeo), nel quartiere Don Bosco; nel frattempo, scopertasi una voce molto limpida e intonata, comincia a cantare in un coro rionale e, contemporaneamente, a fare la comparsa in alcuni film, fra i quali Il ritorno di don Camillo.
Diventato capo-corista, si esibisce nell'opera lirica Assassinio nella cattedrale di Ildebrando Pizzetti; ottiene poi una scrittura al Caffè Grand'Italia in piazza della Repubblica a Roma, dove una sera lo ascolta il regista della televisione danese Volmer Sørensen, che decide di scritturarlo. Robertino ha solo quattordici anni, sicché vola a Copenaghen accompagnato dal padre, e in Danimarca recita in un film e incide i suoi primi due 45 giri, che ottengono molto successo anche in altre nazioni del Nord Europa.
Il suo stile melodico, che nelle serate riprende molte celebri canzoni italiane come Violino tzigano, Mamma o Arrivederci Roma, incarna quello che gli stranieri in quegli anni identificano con la musica italiana; nel 1962 quindi inizia un tour negli Stati Uniti (dove alla fine dell'anno precedente è anche stato pubblicato un suo 33 giri), che riscuote molto successo e lo porta a esibirsi anche alla Carnegie Hall di New York. La notizia di tutti questi trionfi internazionali arriva anche in Italia e nel 1963 Robertino inizia a incidere per l'etichetta Carosello.

### Il successo

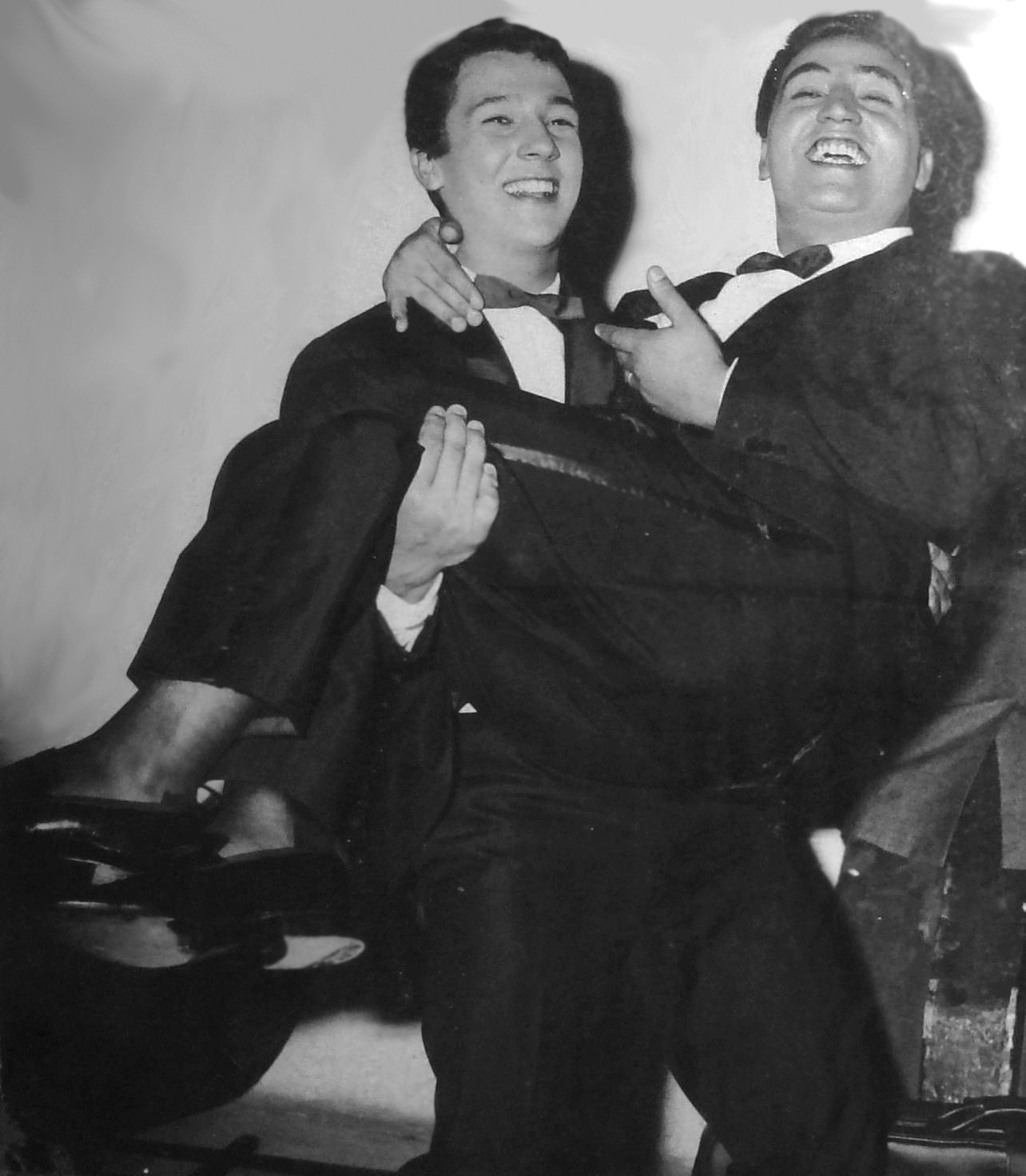
Robertino e Mario Trevi nel 1964

Nel 1964, a neanche 17 anni, partecipa al Festival di Sanremo con la canzone Un bacio piccolissimo, testo di Vito Pallavicini - musica di Gino Mescoli, che arriva in finale e diventa in breve tempo uno dei singoli più venduti dell'anno, restando al primo posto della hit parade per diverse settimane. Pochi mesi dopo, in coppia con Aurelio Fierro arriva alla finale del XII Festival della canzone napoletana 1964 con il brano Mo (Me ne vaco a Pusilleco) scritto da Alberto Testa con musica di Eros Sciorilli; il suo successo è così notevole che a Mosca, prima della partita URSS-Italia, gli azzurri sono accolti dalla voce di Robertino che canta l'Ave Maria di Franz Schubert, diffusa dagli altoparlanti dello stadio. Alla stessa edizione del Festival di Napoli presenta, in coppia con Mario Trevi, il brano Me parlano 'e te, scritto da Salvatore Palomba e Antonio Vian.
Nello stesso anno partecipa al concorso radiofonico Un disco per l'estate con la canzone Un paio di giorni di Alberto Testa, Mogol, Eros Sciorilli. Torna nuovamente a Sanremo nel 1965 con Mia cara (scritta da Mogol e Pino Massara) e l'anno successivo vince il Festival di Napoli con Bella, cantata in coppia con Sergio Bruni. Nel 1967, dopo aver partecipato al Festival di Napoli con il brano 'A canzone in coppia con Bruno Venturini, ottiene un altro successo al Disco per l'estate cantando Era la donna mia, brano scritto da Gianni Meccia, che arriva alla serata finale e vende molte copie; l'anno dopo, alla stessa manifestazione, presenta Suona, suona violino, che si classifica al sesto posto, e nel 1969 porta, con meno successo, Intorno a me mulini.
In quello stesso anno torna a Sanremo con Le belle donne, canzone il cui testo è scritto da Giorgio Conte e Vito Pallavicini, mentre la musica è di Michele Virano. Negli anni settanta il suo successo in Italia diminuisce, ma continua comunque a effettuare serate e tournée nel resto del mondo.

Robertino con Fernandel nel film Il ritorno di don Camillo (1953)

Robertino è comparso anche in due film italiani: I giardini del diavolo (del 1971, accreditato come Robertino) e La bolognese (del 1975, accreditato come Roberto Loreti). Figura anche nel cast di film girati per televisioni di lingua tedesca. Gode di una vasta popolarità in Islanda, in Norvegia e nei paesi dell'Europa orientale, specialmente nelle ex Repubbliche dell'Unione Sovietica.
Lunedì 25 aprile 2022, Robertino è stato ospite del programma "Oggi è un altro giorno", in onda su Raiuno alle 14, durante il quale ha parlato dei suoi anni d'oro, del suo enorme successo nei Paesi dell'Est e, dopo sei anni di silenzio, ha cantato Un bacio piccolissimo e My way, accompagnato al piano da Memo Remigi. È stato nuovamente ospite della stessa trasmissione venerdì 30 dicembre 2022 e giovedì 29 giugno 2023.
Il 28 gennaio 2024 è ospite del programma Domenica in condotto da Mara Venier e canta Un bacio piccolissimo e Ogni volta.

## Discografia

### 33 giri
- 1961 - "O sole mio (The Great Songs of Italy)" (Kapp Records, KL-1252; pubblicato solo negli Stati Uniti)
- 1961 - "Поёт Робертино Лорети" (Аккорд, Д 10835-36; pubblicato solo in Unione Sovietica)
- 1962 - "The Young Italian Singing Sensation" (Kapp Records, KL-1293; pubblicato solo negli Stati Uniti)
- 1963 - "Italia mia" (Kapp Records, KL-1338; pubblicato solo negli Stati Uniti)
- 1963 - Robertino (Carosello Serie Triola CLP 6001 11-04-1963)
- 1964 - "Be My Love" (Kapp Records, KL-1436)
- 1964 - "Ieri e oggi" (Carosello, CLP 60021)
- 1965 - "Bella Napoli bella" (Carosello, PLP 311)
- 1965 - "Great Songs from The All Time Italian Hit Parade" (Kapp Records, KS-3423)
- 1966 - "Robertino" (Carosello, CLP 6001)
- 1969 - "Encore Robertino" (Marble Arch Records, MALS 1171)
- 1975 - "あなたのくちづけを" (Seven Seas, LAX-119; pubblicato solo in Giappone)
- 1983 - "Fantasia d'amore" (Lovers, PSE 1017)
- 1983 - "Romantica" (Bluebird, BBL 1023)
- 1983 - "Il bel canto italiano da Robertino e Antonio Furnari" (SMAF Records, AF 202 PM)
- 1985 - "Vola nel cielo" (Golden Sound, GS 1001)
- 1986 - "Душа И Сердце" (Мелодия, М60 47144 001; pubblicato solo in Unione Sovietica)
- 1990 - "Amore caro amore" (Discomagic Records, CD 490)
- 1992 - "...Si" (Showmusic Records, SM 004/C)
- 2003 - "Kaikki Parhaat - Kultaiset Vuodet" (Magnum Music, MGM40)
- 2003 - "King of World Music" (Русский Хит, PX 004-03; pubblicato solo in Russia)
- 2003 - "Избранное" (Театр Рекламы, PF-012; pubblicato solo in Russia)
- 2003 - "Pað Allra Besta" (Kick Music, Sonet 007)
- 2004 - "The Very Best of Robertino: The Golden Years" (Zonet ehf, CD 2004-2; pubblicato solo in Corea del Sud)
- 2004 - "The Best of Legendary Italian Boy" (SomeWax Recordings, SW274-2; pubblicato solo in Russia)

### 45 giri
- 1958 - Уточка И Мак/Мама (Buitinės Chemijos Gaminių Gamykla, 0039747; non pubblicato in Italia)
- 1960 - Wiegenlied/Standchen/Vergiss mein nicht/Parlami d'amore Mariú (Triola, TEP 36)
- 1960 - Romanina del Baion/Cerasella (Triola, TD-45-81)
- 1960 - Vurria/Francesina/Silenzio cantatore/Tango della gelosia (President Hifi Records, PRC 273)
- 1961 - Mamma/O sole mio (CNR, F 245; non pubblicato in Italia)
- 1961 - Darling/Baby (Triola, TD 45 - 101; pubblicato in Danimarca)
- 1961 - Zigeuner (Gli zingari)/Luna Rossa (Triola, TD 45 - 101; non pubblicato in Italia)
- 1962 - Jamaica/Pappagallo (Triola, TD 45-91; pubblicato in Norvegia)
- 1962 - Romantica/Lettera a Pinocchio (CNR, F 246; non pubblicato in Italia)
- 1962 - Ave Maria/La ninna nanna (CNR, F 246; non pubblicato in Italia)
- 1962 - Splende il ciel (Little Donkey)/Tu scendi dalle stelle (Triola, TD 45-114; non pubblicato in Italia)
- 1962 - Трубочист/Колыбельная (Апрелевский Завод, 39701; pubblicato in Unione Sovietica)
- 1962 - Санта Лючия/Душа И Сердце (Апрелевский Завод, 39749; pubblicato in Unione Sovietica)
- 1962 - Ласточка/Подарок (Аккорд, 39751; pubblicato in Unione Sovietica)
- 1962 - О Мое Солнце/Вернись В Сорренто (Апрелевский Завод, 39487; pubblicato in Unione Sovietica)
- 1962 - Torna/Vurria/Silenzio cantatore/Buon anno buona fortuna (Triola, TEP 46)
- 1963 - Spazzacamino/Non ti scordar di me (Carosello, CI 20064)
- 1963 - Parlami d'amore Mariù/La paloma (Carosello, CI 20083)
- 1963 - Luna rossa/Vurria (Carosello, CI 20088)
- 1963 - Caro Gesù Bambino/Santo Natale/Stella lucente/Abbracciami mamma (Disques Festival, FX 45 1372 M8)
- 1963 - Les gitans (Gli zingari)/Luna rossa/Torna/Oh mein papa (President Hifi Records, PRC. 290; pubblicato in Francia)
- 1964 - Un bacio piccolissimo/Se saprai (Carosello, CI 20103)
- 1964 - Piccolo piccolo/Se ritorni da me (Carosello, CI 20109)
- 1964 - Ho scelto un abete/Fidanziamoci stanotte (Carosello, CI 20110)
- 1964 - I ricordi di Chopin/Vorrei ritornare da te (Carosello, Cl 20112)
- 1964 - L'innocenza/Se ritorni da me (Carosello, CI 20119)
- 1964 - 'Sta Roma/Nannarella twist (Carosello, CI 20113)
- 1964 - Me parlano 'e te/Mo (Me ne vaco a Pusilleco) (Carosello, Cl 20131)
- 1964 - Un paio di giorni (Carosello, CI 20118)
- 1965 - Mia cara/Ricordandoti (Carosello, CI 20142)
- 1966 - Per questo voglio te/Cam caminì (Carosello, CI 20158)
- 1966 - L'amore torna a me/Un dollaro d'amore (Carosello, CI 20160)
- 1966 - Te purtavo 'na rosa/Bella (Carosello, CI 20174)
- 1967 - Era la donna mia/Mi porterò la banda (Carosello, CI 20184)
- 1967 - Mia/'A canzona (Carosello, CI 20187)
- 1968 - Suona, suona violino/Mi hanno detto di no (Carosello, CI 20199)
- 1968 - Non t'aspettavo più/Anche da lontano (Carosello, CI 20212)
- 1969 - Intorno a me mulini/Tu solamente tu (Carosello, CI 20227)
- 1969 - Arcobaleno/Bevi con me (Carosello, CI 20239)
- 1969 - Contenta tu, contento anch'io/L'amore è una cosa meravigliosa (Carosello, CI 20242)
- 1970 - Non siamo al mare/Anche se ti costa (Carosello, CI 20249)

## Filmografia
- Il ritorno di don Camillo, regia di Julien Duvivier (1953)
- Im schwarzen Rössl, regia di Franz Antel (1961) - accreditato come Robertino Loretti
- I giardini del diavolo, regia di Alfredo Rizzo (1971)
- La bolognese, regia di Alfredo Rizzo (1975)